# Bages (Pirenei Orientali)
Bages (in catalano Bages de Rosselló) è un comune francese di 3 945 abitanti situato nel dipartimento dei Pirenei Orientali nella regione dell'Occitania.

## Geografia fisica

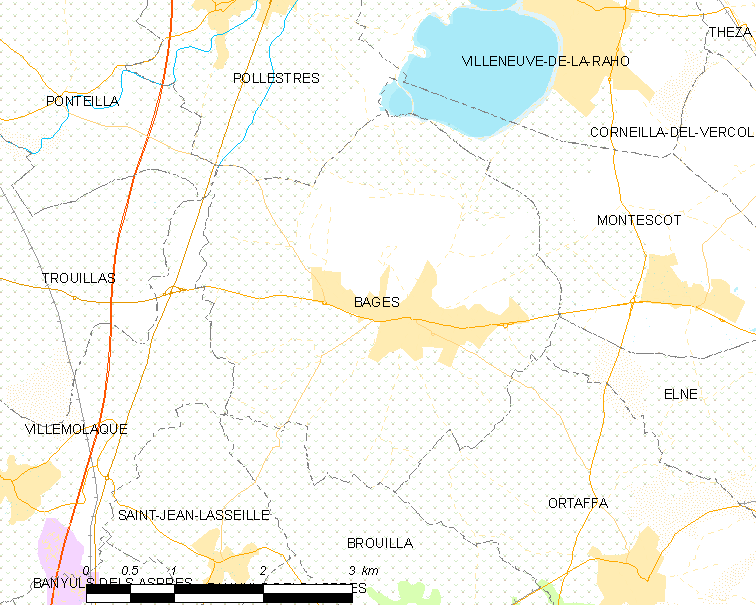
Situazione di Bages

## Società

### Evoluzione demografica
Abitanti censiti